# Burkina Faso
Burkina Faso er en stat i Vestafrika. Landet har ingen kystlinje og grænser til Mali mod nord, Niger mod øst, Benin mod sydøst, Togo og Ghana mod syd og Elfenbenskysten mod sydvest. Landets navn var indtil den 4. august 1984 Øvre Volta.
Burkina Faso er godt 6 gange så stort som Danmark (274.000 km²) med en befolkning estimeret på 19.751.651 (juli 2018). Hovedstaden, der også er landets største by, hedder Ouagadougou og har en befolkning på omkring 2.2 million indbyggere.

## Historie
Området blev koloniseret af Frankrig i 1890'erne, da de besejrede mossi-folket. Derefter blev det i første omgang administreret som en del af Elfenbenskysten, indtil det i 1919 blev udskilt som en separat koloni. Denne status blev senere ophævet, men i 1947 blev det igen en separat koloni, og på dette tidspunkt under navnet Øvre Volta.
Landet opnåede selvstyre i 1958 og fuld selvstændighed i 1960. Det første af flere militærkup fandt sted i 1966. I 1978 fik landet igen civilt styre, som varede indtil 1980. Da ledede Saye Zerbo et nyt militærkup, hvorefter han sad på magten til det næste kup i 1982. I 1983 stod blandt andet den senere præsident, Blaise Compaoré, bag et kup ledet af Thomas Sankara, der var kaptajn i hæren. 15. oktober 1987 blev Sankara myrdet i et kup ledet af Blaise Compaoré, der sad ved magten frem til den 31. oktober 2014, hvor han måtte flygte ud af landet efter folkelig uroligheder.
I 1985 var landet i en kortvarig krig med Mali. Burkina Faso gennemførte på dette tidspunkt en folketælling, hvorunder enkelte flygtningelejre inden for den maliske grænse blev besøgt af optællerne. Dette blev taget ilde op, og 1. juledag 1985 brød der krig ud mellem de to lande. Den varede kun fem dage og kostede omkring 100 mennesker livet; de fleste var civile, som blev dræbt, da et fly fra Mali bombede markedet i Ouahigouya.

## Geografi

### Byer
De 10 største byer i Burkina Faso i 2019 efter indbyggertal.
1. Ouagadougou – 2.966.307 indbyggere
2. Bobo Dioulasso – 806.939 indbyggere
3. Koudougou – 183.332 indbyggere
4. Fada N'gourma – 180.356 indbyggere
5. Ouahigouya – 169.893 indbyggere
6. Tenkodogo – 165.961 indbyggere
7. Solenzo – 163.267 indbyggere
8. Kaya – 162.377 indbyggere
9. Gorom-Gorom – 155.589 indbyggere
10. Banfora – 153.574 indbyggere

Landets tidlige navn Øvre Volta skyldes, at Volta floderne løber gennem landet. Le Mouhoun (Sorte Volta), le Nakambé (Hvide Volta) og le Nazinon (Røde Volta). Le Mouhoun og la Comoé som flyder mod sydvest, er de eneste floder i landet, der løber året rundt.

## Administrativ inddeling
Burkina Faso er delt ind i 13 administrative regioner (hovedsteder i parentes):
- Boucle du Mouhoun (Dédougou)
- Cascades (Banfora)
- Centre (Ouagadougou)
- Centre-Est (Tenkodogo)
- Centre-Nord (Kaya)
- Centre-Ouest (Koudougou)
- Centre-Sud (Manga)
- Est (Fada N'gourma)
- Hauts-Bassins (Bobo Dioulasso)
- Nord (Ouahigouya)
- Plateau-Central (Ziniaré)
- Sahel (Dori)
- Sud-Ouest (Gaoua)

Disse regioner er delt ind i 45 provinser som igen er delt ind i 301 departementer.

### Provinser
Burkina Faso er inddelt i 45 provinser:
Balé, Bam, Banwa, Bazega, Bougouriba, Boulgou, Boulkiemde, Comoe, Ganzourgou, Gnagna, Gourma, Houet, Ioba, Kadiogo, Kenedougou, Komondjari, Kompienga, Kossi, Koulpelogo, Kouritenga, Kourweogo, Leraba, Loroum, Mouhoun, Namentenga, Nahouri, Nayala, Noumbiel, Oubritenga, Oudalan, Passore, Poni, Sanguie, Sanmatenga, Seno, Sissili, Soum, Sourou, Tapoa, Tuy, Yagha, Yatenga, Ziro, Zondoma, Zoundweogo